# Nicolas Neufchâtel
Pour les articles homonymes, voir Neufchâtel.
Nicolas Neufchâtel, aussi appelé Lucidel, né vers 1524 et mort après 1567, est un peintre probablement originaire de Mons en Belgique.

## Biographie
La première mention documentée concernant Nicolas Neufchâtel date de 1539, année où un certain Colyn van Nieucasteel figure dans les registres de la guilde de Saint-Luc d'Anvers en tant qu'élève de Pieter Coecke van Aelst. L'année suivante, il est signalé à Mons. Il aurait ensuite travaillé à Malines et à Bruges. De 1561 à 1567, il vit à Nuremberg, où il semble qu'il se soit réfugié en raison de ses convictions calvinistes. On ne sait rien de sa biographie après 1567.

## Œuvre
Portraitiste réputé, il réalise des portraits de notables de Nuremberg qui associent le lyrisme italien d'un Titien, la profondeur psychologique de l'école allemande et un souci du détail typiquement flamand. 